# Государственный совет Грузии
Государственный совет Республики Грузия (груз. საქართველოს რესპუბლიკის სახელმწიფო საბჭო) — временный неконституционный орган высшей законодательной и исполнительной власти Грузии, созданный 10 марта 1992 года самороспуском Военного совета, свергнувшего президента Звиада Гамсахурдия в январе 1992 года. Члены Военного совета пригласили Эдуарда Шеварднадзе возглавить Государственный совет, после его согласия и передачи власти Государственному совету верховная власть Грузии прошла через постепенную легитимацию международным сообществом. Государственный совет принял закон о выборах переходного парламента, проведённых 11 октября 1992 года и по сути представлявших собой созыв учредительного собрания. Совет завершил свою деятельность 16 октября 1992 года самороспуском.